# Metastelma broadwayi
Metastelma broadwayi är en oleanderväxtart som först beskrevs av Rudolf Schlechter, och fick sitt nu gällande namn av Richard Alden Howard. Metastelma broadwayi ingår i släktet Metastelma och familjen oleanderväxter. Inga underarter finns listade i Catalogue of Life.